# 김돈곤
김돈곤(金敦坤, 1957년 8월 10일~)은 대한민국의 정치인이다. 제42·43대 충청남도 청양군수(민선 7·8기)이다. 2018년 지방 선거에서 청양군수에 당선되었으며 2022년 지방선거에서 재선에 성공했다.

## 경력
- 2010.01~2010.12 충청남도청 투자통상실 국제협력과 과장
- 2010.12~2011.06 충청남도청 경제통상실 국제통상과 과장
- 2011.07~2012.12 충청남도청 홍보협력관
- 2013.01~2013.06 충청남도청 문화예술과 과장
- 2013.07~2013.12 충청남도청 정책기획관
- 2014.01~2015.06 충청남도청 농정국 국장
- 2015.07~2016.12 충청남도청 자치행정국 국장
- 2018.07~2022.06 제42대 충청남도 청양군수(초선, 민선 7기)
- 2022.07~ 제43대 충청남도 청양군수(재선, 민선 8기)
- 2022.07~: 제5·6대 전국농어촌지역군수협의회 부회장
- 2022.07~: 충남시장·군수협의회 부회장

## 학력
- 가남초등학교 졸업
- 예산고등학교 졸업

## 전과
- 교통사고처리특례법위반: 벌금 3,000,000원 - 2002년 3월 21일 선고[1]

## 역대 선거 결과
|  | 43.96% |

|  | 49.88% |